# Östlig bergmunia
Östlig bergmunia (Lonchura monticola) är en fågel i familjen astrilder inom ordningen tättingar.

## Utbredning och systematik
Fågeln förekommer på sydvästra Nya Guinea i Wharton- och Owen Stanleybergen. Den behandlas som monotypisk, det vill säga att den inte delas in i några underarter.

## Status
IUCN kategoriserar arten som livskraftig.